# Montreal World Film Festival
Il Montreal World Film Festival (MWFF) o Festival des films du monde de Montréal (FFMM) è un festival cinematografico che aveva sede ogni anno a Montréal in Canada.

## Storia e giuria
Il presidente è Serge Losique ed il vicepresidente è Daniele Cauchard. La direzione di Losique fu controversa, e il festival perse gli sponsor dei precedenti fondi culturali, come la SODEC e Telefilm Canada, a causa di disaccordi nel 2004. Successivamente venne creato in collegamento un altro evento, il New Montreal FilmFest.

## Premi
I premi principali sono:
- Grand Prix des Amériques
- Special Grand Priz of the Jury
- Special Prize of the Jury
- Grand Priz of the Jury
- Jury Prize
- Special Jury Award
- Jury Distinction
- Best Director
- Young Director Jury Prize
- Premio alla miglior attrice
- Premio al miglior attore
- Best Screenplay
- Best Artistic Contribution
- Innovation Award
- Romy Schneider Award for the Young Discovery of the Year
- Grand Prix Special des Amériques
- Grand Prix Special du Festival
- Prix Special du Festival
- Prix du Festival
- Career Exellence Award
- Life Achievement Award
- Montréal First Film Prize
- First Film Special Distinction